# 托普利茲湖
47°38′30″N 13°55′40″E / 47.64167°N 13.92778°E

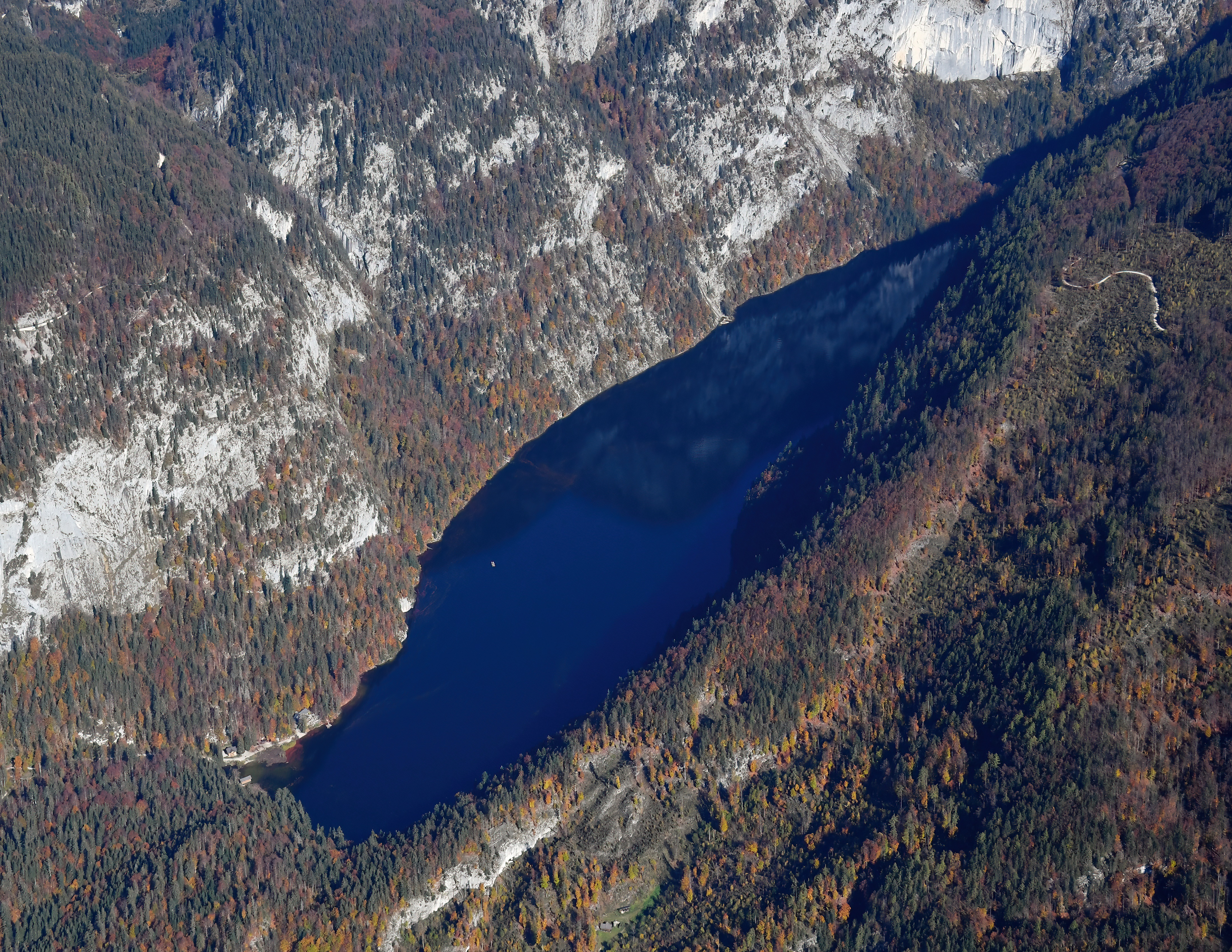

托普利茲湖是奧地利的湖泊，位於薩爾茨卡默古特，距離薩爾斯堡98公里，長2公里、寬0.4公里，海拔高度718米，最大水深103米，該湖水深20米以下缺氧。